# Турапов, Диёр Кахраманович
Диёр Кахраманович Турапов (узб. Diyor Qahramonovich Turopov, Diyorjon Qahramon o'g'li Turopov; род. 9 июля 1994 года; Джизак,Галляараль, Узбекистан) — узбекистанский футболист. Полузащитник «Нефтчи» и национальной сборной Узбекистана.
Является воспитанником «Алмалыка». До 2013 года играл в молодёжной команде. В начале 2013 года стал игроком основной команды «Алмалыка». До сегодняшнего времени сыграл в более 36 матчах и забил 5 голов. В 2013 году участвовал вместе с молодёжной сборной Узбекистана на чемпионате мира среди молодёжных команд, где сыграл 6 матчей и забил 1 гол в составе молодёжной сборной Узбекистана. В 2014 году был вызван в национальную сборную, и сыграл один матч 29 мая против сборной Омана.